# Перриньи-ле-Дижон
Перриньи́-ле-Дижо́н (фр. Perrigny-lès-Dijon) — коммуна во Франции, находится в регионе Бургундия. Департамент коммуны — Кот-д’Ор. Входит в состав кантона Шенов. Округ коммуны — Дижон.
Код INSEE коммуны — 21481.

## Население
Население коммуны на 2010 год составляло 1478 человек.
| 1962 | 1968 | 1975 | 1982 | 1990 | 1999 | 2010 |
| ---- | ---- | ---- | ---- | ---- | ---- | ---- |
| 635  | 726  | 809  | 1039 | 1381 | 1647 | 1478 |

## Экономика
В 2010 году среди 1000 человек трудоспособного возраста (15—64 лет) 698 были экономически активными, 302 — неактивными (показатель активности — 69,8 %, в 1999 году было 69,9 %). Из 698 активных жителей работали 648 человек (335 мужчин и 313 женщин), безработных было 50 (24 мужчины и 26 женщин). Среди 302 неактивных 119 человек были учениками или студентами, 136 — пенсионерами, 47 были неактивными по другим причинам.